# Amour endormi (Gentileschi)
Pour les articles homonymes, voir Amour endormi.
Amour endormi – ou Allégorie de la Mort – est un tableau réalisé par la peintre italienne Artemisia Gentileschi dans les années 1620. De format horizontal, cette petite peinture à l'huile sur cuivre représente un jeune garçon aux yeux clos nu sur un drap blanc, la tête sur un oreiller rouge. Passée entre les mains de Marie-Anne de La Trémoille, l'œuvre disparaît en 1811 avant de resurgir lors d'une vente aux enchères à Rome en 2023. Elle est conservée dans une collection privée.
Réapparue en France en 2015, une autre version au coussin vert fait partie depuis 2022 des collections du musée des Beaux-Arts de Boston, dans le Massachusetts, aux États-Unis. Cet établissement la considère comme une peinture chrétienne représentant l'Enfant Jésus endormi, plutôt qu'un putto comme un autre. Cette version a été gravée par Pieter de Jode le Jeune, mais avec un crâne ajouté à la composition. Une interprétation des peintures permet de fait d'y voir une allégorie de la Mort.

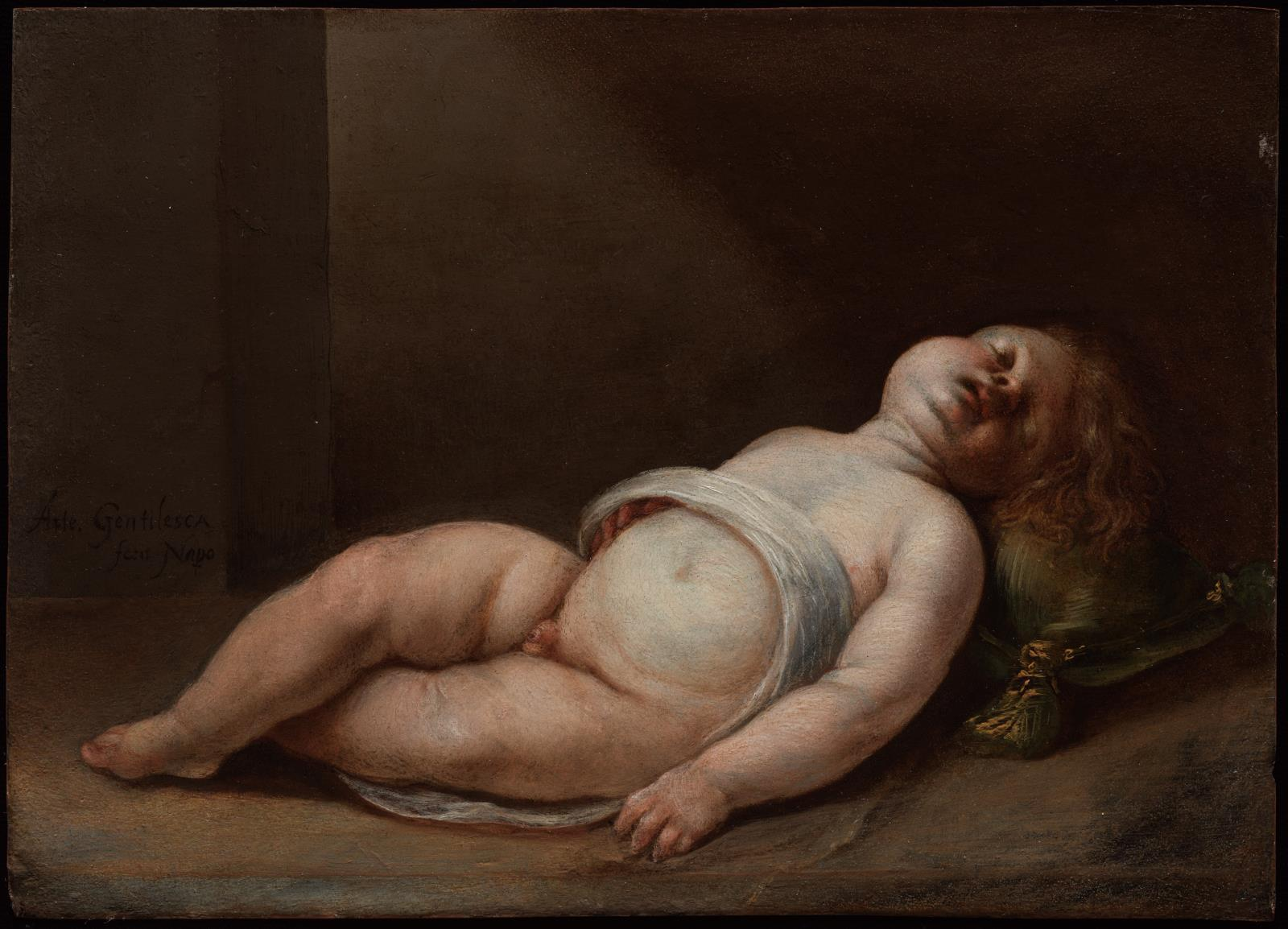
L'Enfant Jésus endormi, 1630-1632 – musée des Beaux-Arts, Boston.